# اچ‌ام‌اس بولد (۱۸۱)
اچ‌ام‌اس بولد (۱۸۱) (به انگلیسی: HMS Bold (1801)) یک کشتی بود که طول آن ۸۰ فوت ۸ اینچ (۲۴٫۶ متر) بود. این کشتی در سال ۱۸۰۱ ساخته شد.